# Think Different
«Think Different» (с англ. — «Думай иначе», «Думай иное») — рекламный слоган компании Apple Inc., созданный в 1997 году в лос-анджелесском офисе рекламного агентства TBWA\Chiat\Day. Использовался в телевизионной и печатной рекламе, а также в телевизионных промоакциях продукции Apple. Казалось, слоган обыгрывает известный девиз IBM «Think» (с англ. — «Думай»), придуманный Томасом Уотсоном (Thomas J. Watson) для IBM, прямого конкурента Apple на рынке ПК. Лозунг компании служил для того, чтобы более явно оспорить потребителей, которые предпочитали IBM-совместимые ПК продукции Apple.
В 2002 году Apple прекратила использование этого слогана и начала кампанию «свитчеров» (англ. Switchers).

## История
Рекламная кампания была призвана вернуть былые отношения между компанией Apple и её клиентами.
Эти отношения существенно изменились после увольнения Стива Джобса. Несмотря на то, что руководителями компании Apple в период отсутствия Джобса (около 11 лет) были способные люди, имеющие учёные степени в бизнесе, инженерии и физике, продажи начали стремительно падать. По мнению некоторых, причиной спада послужил тот факт, что новое руководство не смогло понять основного потребителя компании Apple. Компания теряла не только деньги — многие ветераны Apple разочаровались и ушли в отставку. Были и те, кто попал под сокращение, которое провёл Джил Амелио в 1996 году. Это было похоже на конец истории Apple.
На выставке Macworld Expo в Бостоне 7 августа 1997 года Стив Джобc, которого Амелио вернул в компанию на должность советника, вышел на сцену под аплодисменты и сделал несколько важных заявлений. Он сообщил также о том, что принял должность временного CEO (главного управляющего) Apple. Это оказало существенное влияние на статус компании, поскольку Стив Джобс, в противовес прежним руководителям, имел очень хорошее представление о конечном потребителе Apple.
В конце своей презентации в Бостоне Джобс произнёс речь, которая послужила предзнаменованием одной из самых влиятельных рекламных кампаний в корпоративной истории. На протяжении нескольких минут он детально описывал основного потребителя компании — его умения, индивидуальный потенциал, мечты:
… Вы все ещё должны думать иначе, чтобы купить компьютер Apple. Я думаю, что люди, покупающие их, действительно мыслят иначе. Это творческие натуры. Эти люди не просто хотят сделать свою работу — они полны решимости изменить мир. Они хотят сделать это, используя любые великие инструменты, какие только могут получить. И мы создаём инструменты для такого рода людей.
Через месяц Apple запустила рекламную кампанию под названием «Думай иначе», на которую были возложены большие надежды по восстановлению имиджа после череды неудач последних лет. Кампания стартовала в сентябре 1997 года и оказалась невероятно успешной, вернув потребителям уверенность в том, что они имеют дело с брендом, который отлично понимает их образ мыслей.
Основная предпосылка кампании „Думай иначе“ заключалась в том, что люди забыли, за что боролась Apple, забыли даже её работники. Мы долго и тщательно обдумывали, как рассказать кому-то, за что сражаешься, каковы твои ценности, и тут до нас дошло, что если вы не знаете кого-то достаточно хорошо, то можете спросить его: „Кто твой герой?“ Вы можете узнать многое о людях, услышав, кто их герои. Поэтому мы сказали: „Хорошо, мы расскажем им, кто наши герои“.Стив Джобс
Лозунг «Think Different» имеет сложную грамматику. Более правильным был бы вариант «think differently», однако Стив Джобс настаивал на использовании прилагательного «different» по аналогии с словосочетаниями «think victory» (думай о победе) или «think big» (думай по-крупному). Позже он пояснял значение лозунга:
Мы долго обсуждали, верно ли такое употребление. Это грамотно, если понять, что мы хотели выразить. Смысл вот в чём: думать не „то же самое“, а думать „иное“. И я считаю, что „think differently“  не  выражало бы нашу мысль так точно.
Оригинальный текст (англ.)We discussed whether it was correct before we ran it. It’s grammatical, if you think about what we’re trying to say. It’s not think the same, it’s think different. Think a little different, think a lot different, think different. ‘Think differently’ wouldn’t hit the meaning for me.Стив Джобс

## Полный текст слогана
Хвала безумцам. Бунтарям. Смутьянам. Неудачникам. Тем, кто всегда некстати и невпопад. Тем, кто видит мир иначе. Они не соблюдают правила. Они смеются над устоями. Их можно цитировать, спорить с ними, прославлять или проклинать их. Но только игнорировать их — невозможно. Ведь они несут перемены. Они толкают человечество вперёд. И пусть кто-то говорит: безумцы, мы говорим: гении. Ведь лишь безумец верит, что он в состоянии изменить мир, — и потому меняет его.
Оригинальный текст (англ.)Here’s to the crazy ones. The misfits. The rebels. The troublemakers. The round pegs in the square holes. The ones who see things differently. They’re not fond of rules. And they have no respect for the status quo. You can quote them, disagree with them, glorify or vilify them. But the only thing you can’t do is ignore them. Because they change things. They push the human race forward. While some may see them as the crazy ones, we see genius. Because the people who are crazy enough to think they can change the world, are the ones who do.— Apple Inc.
В создании текста участвовал Ли Клоу; основной вариант озвучил Ричард Дрейфус.